# Бај језик
Бај језик је језик из породице нигер-конгоанских језика, грана убангијских језика. Њиме се служи око 2.500 становника Јужног Судана у вилајету Западна Екваторија око града Тумбуре.